# Acantholimon katrantavicum
Acantholimon katrantavicum är en triftväxtart som beskrevs av Igor Alexandrovich Linczevski. Acantholimon katrantavicum ingår i släktet Acantholimon och familjen triftväxter. Inga underarter finns listade i Catalogue of Life.